# Medina (Washington)
Medina è una città degli Stati Uniti d'America, situata nello Stato di Washington e in particolare nella Contea di King.
Città tecnologicamente avanzata, annovera tra i suoi residenti vip il magnate dell'e-commerce Jeff Bezos e il guru dell'informatica Bill Gates.